# Uraeus

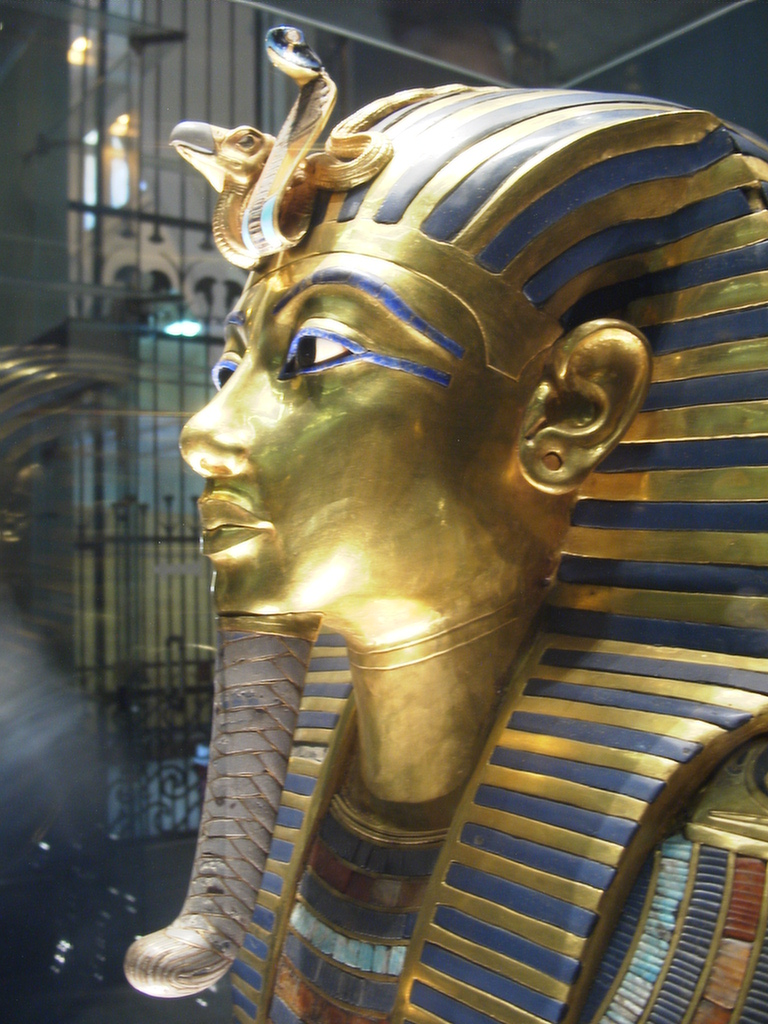
Mặt nạ bằng vàng của Tutankhamun có gắn biểu tượng uraeus. Hình ảnh nữ thần Wadjet (rắn hổ) và Nekhbet (kền kền) tượng trưng cho sự thống nhất của Ai Cập

Uraeus (tiếng Hy Lạp: οὐραῖος (ouraîos), "Trên đuôi của nó"; tiếng Ai Cập: jʿr.t (iaret), "Rắn hổ mang ngẩng đầu") là hình ảnh cách điệu của một con rắn hổ mang đang ngẩng cao đầu, được sử dụng như một biểu tượng của vương quyền, hoàng gia và thần thánh trong văn hóa Ai Cập cổ đại và thường được gắn trên vương miện của các pharaon.

## Chữ tượng hình

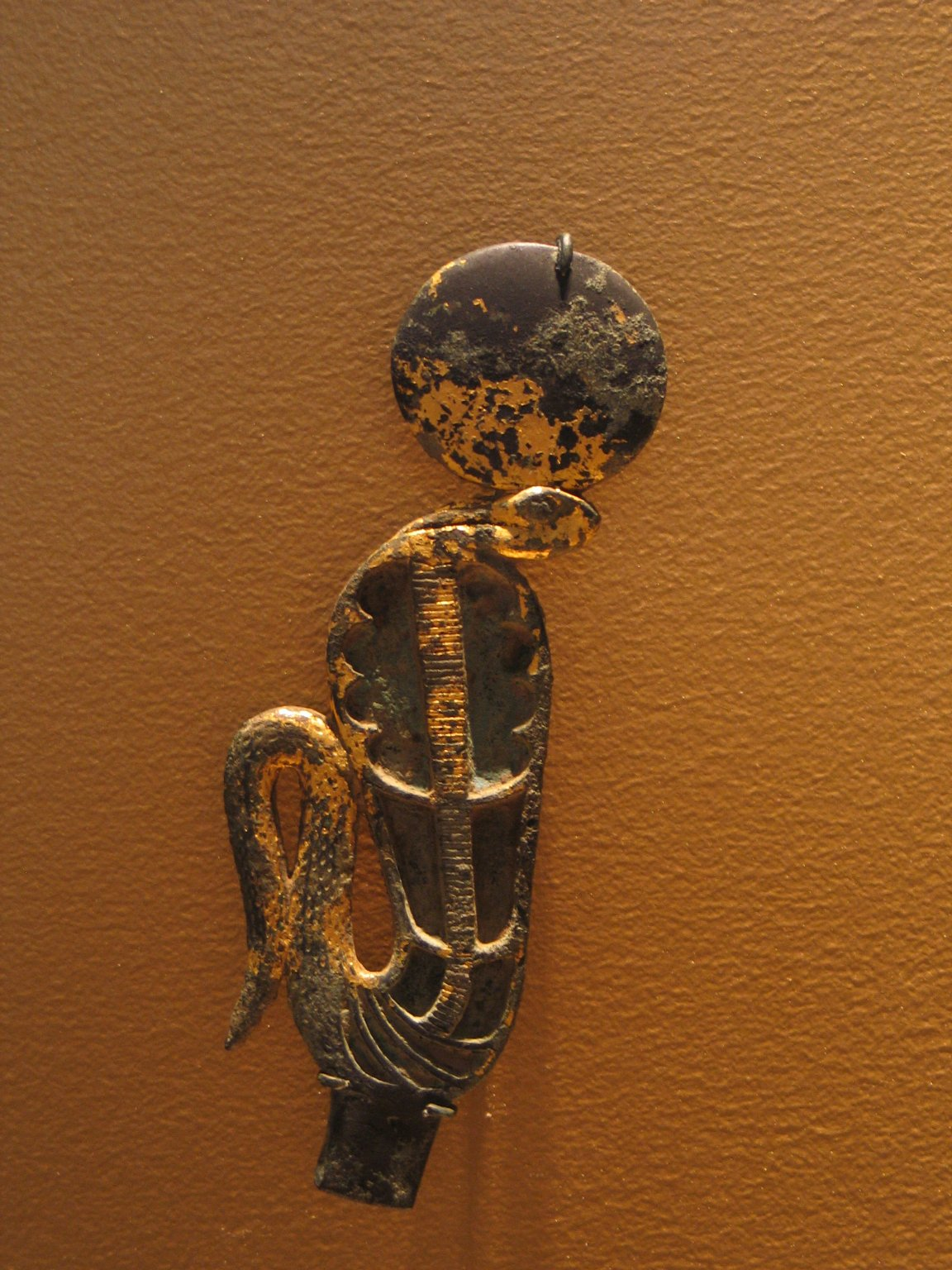
Uraeus đội đĩa mặt trời (Bảo tàng Brooklyn)

Ngoài việc uraeus được xem là một vật trang trí trên vương miện hoàng gia, nó cũng được sử dụng như một món trang sức hoặc lá bùa hộ mệnh. Một cách sử dụng cũng không kém quan trọng, đó là chữ tượng hình.
Ký tự tượng hình đơn giản nhất của uraeus là "Rắn hổ mang", nhưng trên phiến đá Rosetta lại sử dụng hình ảnh của 3 lá cờ để mô tả từ này. Phiến đá Rosetta là nơi khắc những chỉ dụ được ban hành năm 196 TCN dưới thời vua Ptolemaios V. Nhờ có nó mà các nhà khoa học đã giải mã được ngôn ngữ tượng hình ngôn ngữ tượng hình - hệ thống chữ viết của Ai Cập cổ đại. Trên đó cũng là những lời ca tụng, tán dương của những tư tế đối với vị vua của họ.
Biểu tượng uraeus cũng được sử dụng để trang trí trong các từ tượng hình mô tả "lăng mộ, đền thờ" hay "công trình".

## Tượng trưng
Uraeus là biểu tượng của nữ thần Wadjet - một trong những vị thần Ai Cập đầu tiên mang hình hài của loài rắn. Trung tâm tôn giáo, nơi tôn sùng vị nữ thần này là thành phố cổ Per-Wadjet, về sau được người Hy Lạp gọi là Buto. Wadjet là vị thần đại diện của Hạ Ai Cập, là người bảo trợ của vùng đồng bằng châu thổ sông Nin, trong khi nữ thần kền kền Nekhbet là vị thần đại diện cho Thượng Ai Cập.
Sau khi Ai Cập được thống nhất, hiện thân của cả hai nữ thần (rắn hổ và kền kền) sẽ cùng xuất hiện trên vương miện của các vị vua. Khi đi cùng với nhau,
họ sẽ được gọi là Nebty, tức "Hai quý bà". Các vị vua thường đặt cho mình tên Nebty để nhận được sự bảo vệ từ 2 bà. Pharaon chỉ được công nhận là một vị vua chính thống khi ông ta đội trên đầu vương miện có mang uraeus, và biểu tượng này sẽ được tiếp tục truyền cho vị vua tiếp theo. Truyền thống này đã xuất hiện từ thời Cổ vương quốc vào thiên niên kỷ thứ 3 TCN
Sau này, các pharaon được xem như là hiện thân sống của thần mặt trời Ra, và vì vậy người ta tin rằng uraeus sẽ phun độc và lửa vào kẻ thù của nhà vua từ con mắt của nữ thần. Uraeus thường xuất hiện trên chiếc đĩa mặt trời đội đầu của Ra, vì vậy, nó còn được gọi là "Con mắt của Ra". Nhiều nữ thần (như Bastet, Sekhmet, Hathor, Nekhbet) cũng đội trên đầu biểu tượng này.

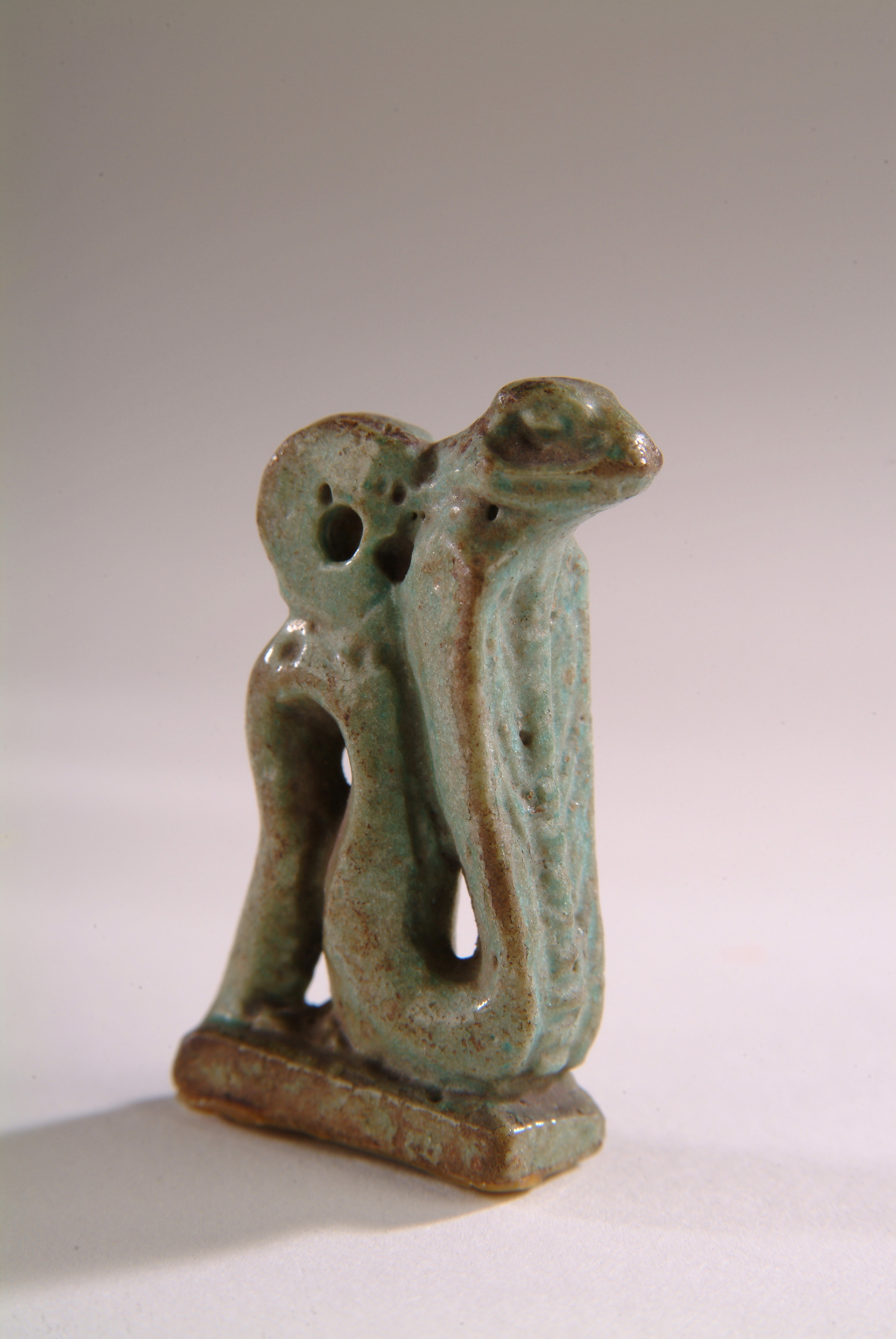
Chiếc bùa mang hình Uraeus bằng men xanh

Bởi vì đây là biểu tượng của hoàng gia, Horus và Seth cũng thường mang uraeus trên đầu. Trong một số thần thoại, nữ thần Isis, mẹ của Horus, đã tạo ra uraeus từ bụi đất và nước bọt của thần mặt trời. Bà đã sử dụng nó để đoạt ngai vàng về tay chồng mình, thần chết Osiris. Vì vậy, ngoài tên Nebty, các pharaon thường tự đặt cho mình thêm cái tên Horus, tự nhận mình là con trai của nữ thần Isis.

## Uraeus vàng của các pharaon
Biểu tượng uraeus bằng vàng nổi tiếng nhất thuộc về pharaon Senusret II - vị vua thứ tư của Vương triều thứ 12, được tìm thấy tại kim tự tháp Senusret II, hiện được lưu giữ tại Bảo tàng Cairo. Con rắn của ông được làm hoàn toàn từ vàng nguyên chất, dài 6,7 cm. Mắt của nó được đính bằng đá granite đen, phần đầu được làm bằng ngọc lưu ly màu xanh biếc, phần mang bành ra của nó được khảm đá carnelian sậm và ngọc lam.
Cùng với con rắn uraeus bằng vàng của pharaon Tutankhamun, đây là hai con rắn duy nhất được phát hiện là chôn theo cùng với nhà vua, mặc dù đáng lý ra nó phải được trao cho vị vua kế nhiệm của họ.